# Inna Osypenko
Inna Volodymyrivna Osypenko-Radoms'ka (in ucraino Інна Володимирівна Осипенко-Радомська?; Novorajs'k, 20 settembre 1982) è una canoista ucraina naturalizzata azera, vincitrice della medaglia d'oro ai Giochi olimpici di Pechino 2008 nel K1 500 m.
Nella precedente edizione di Atene 2004, aveva vinto la medaglia di bronzo nel K4 500 m.

## Palmarès
In rappresentanza dell'Ucraina
- Giochi olimpici

Atene 2004: bronzo nel K4 500 m
Pechino 2008: oro nel K1 500 m
Londra 2012: argento nel K1 200 m e nel K1 500 m
- Mondiali

Poznań 2001: bronzo nel K4 1000 m
Gainesville 2003: argento nel K4 1000 m
Poznań 2010: oro nel K1 500m e argento nel K1 200 m
Szeged 2011: bronzo nel K1 200 m e nel K1 500 m
- Campionati europei di canoa/kayak sprint

Milano 2001: oro nel K4 1000m.
Poznań 2004: oro nel K4 500m.
Pontevedra 2007: bronzo nel K1 200m.
Milano 2008: argento nel K1 200m.
Belgrado 2011: argento nek K1 500m.
In rappresentanza dell'Azerbaigian
- Giochi olimpici

Rio de Janeiro 2016: bronzo nel K1 200 m